# Rochelle (Georgia)
Rochelle – miasto w Stanach Zjednoczonych, w stanie Georgia, w hrabstwie Wilcox.